# Enicospilus xuae
Enicospilus xuae är en stekelart som beskrevs av Tang 1990. Enicospilus xuae ingår i släktet Enicospilus och familjen brokparasitsteklar. Inga underarter finns listade i Catalogue of Life.